# Ormyrus orientalis
Ormyrus orientalis is een vliesvleugelig insect uit de familie Ormyridae. De wetenschappelijke naam is voor het eerst geldig gepubliceerd in 1871 door Walker.